# Damián Lemos
Damián Lemos (ur. 2 kwietnia 1990 w Buenos Aires) – argentyński szachista, arcymistrz od 2009 roku.

## Kariera szachowa
Wielokrotnie uczestniczył w finałach mistrzostw Argentyny juniorów w różnych kategoriach wiekowych, jak również w mistrzostwach juniorów państw panamerykańskich oraz mistrzostwach świata.
Normy na tytuł arcymistrza wypełnił w latach 2006 w Buenos Aires (I m.) oraz 2008 w Cali (mistrzostwa państw panamerykańskich juniorów do 20 lat, I m.) i Buenos Aires (dz. III m. za Andrésem Rodríguezem Vilą i Diego Valergą, wspólnie z Carlosem Garcia Palermo).
Do innych jego sukcesów należą dz. II m. w turnieju strefowym (eliminacji mistrzostw świata) w Potrero de los Funes (2007, za Diego Floresem, wspólnie z Pablo Ricardim i Juanem Pablo Hobaicą) oraz dz. IV-V m. w finale indywidualnych mistrzostw Argentyny (2008, za Rubenem Felgaerem, Diego Floresem i Antonem Kowalowem, wspólnie z Fernando Peraltą).
Najwyższy ranking w dotychczasowej karierze osiągnął 1 września 2009, z wynikiem 2559 punktów zajmował wówczas 6. miejsce wśród argentyńskich szachistów.